# اس‌کی هاینیکس
اس‌کی هاینیکس (به انگلیسی: SK Hynix) شرکت صنایع نیم‌رسانای کره‌ای است، که در زمینه تولید چیپ‌های حافظه دسترسی تصادفی پویا (دی‌رم) و چیپ‌های حافظه دسترسی تصادفی، چیپ حافظه‌های فلش، مموری تلفن همراه و مموری دستیارهای دیجیتال، حافظه کارت‌های گرافیک، هارد دیسک، سیماس و درایوهای جامد فعالیت می‌کند.
شرکت اس‌کی هاینیکس در سال ۱۹۸۳ توسط شرکت هیوندای و با نام هیوندای الکترونیکس تأسیس شد، سپس نام آن به هاینیکس تغییر یافت، که از ترکیب ۲ حرف لاتین نخست هیوندای؛ (Hy) و حروف آخر الکترونیکس؛ (nics) و تغییر آن به (nix) مشتق می‌شد.
این شرکت در سال ۱۹۹۳ شرکت آمریکایی مکستور را تصاحب کرد. شرکت هاینیکس در ۱۹۹۹ با شرکت نیم‌رساناهای ال‌جی که از زیرمجموعه‌های ال‌جی گروپ بود، ادغام گردید.
از سال ۲۰۱۲ در پی خریداری اکثریت سهام هاینیکس توسط اس‌کی تلکام، سپس ادغام آن در اس‌کی گروپ، نام آن به اس‌کی هاینیکس تغییر پیدا کرد. این شرکت هم‌اکنون به‌عنوان زیرمجموعه‌ای از اس‌کی گروپ به‌شمار می‌آید.
دفتر مرکزی این شرکت در شهر ایچئون، کره جنوبی قرار دارد و بخشی از سهام آن در بازار بورس کره معامله می‌شود. اس‌کی هاینیکس هم‌اکنون پس از شرکت سامسونگ الکترونیکس، دومین تولید کننده چیپ‌های حافظه در جهان می‌باشد. این شرکت همچنین در رتبه ششم از بزرگترین شرکت‌های نیم‌رسانای جهان قرار دارد.